# Дион, Анри де
Граф Жозеф-Луи Анри де Дион (фр. Henri de Dion; 23 декабря 1828, Монфор-л’Амори — 13 апреля 1878, Париж) — французский инженер, конструктор, педагог, внесший большой вклад в строительство Эйфелевой башни.

## Биография
Учился в Швейцарии, затем окончил Центральную школу Парижа (École Centrale Paris), где позже преподавал. В числе его учеников был Гюстав Эйфель.
Специализировался на металлических конструкциях, занимался исследованиями сопротивления материалов и практической инженерией. Изобрёл особую конструкцию металлических ферм.
Участвовал в подготовке Всемирной выставки в Париже (1878); спроектировал, совместно с Леопольдом Арди, здание Дворца на Марсовом поле (Palais du champ de Mars), в котором размещалась выставка.
Совместно с Эженом Флаша сконструировал и построил металлический мост в Лангоне. Участвовал в реконструкции Собора Нотр-Дам в Байё.

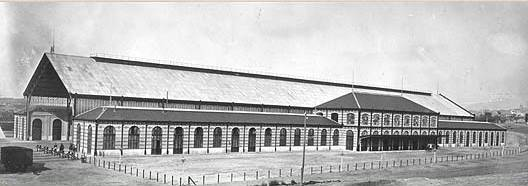
Анри де Дион. Железнодорожный вокзал в Мадриде

В 1862—1870 годах работал в Испании, где построил несколько железных мостов, и в Гваделупе, где участвовал в строительстве сахарного завода. Он был главным проектировщиком вокзала Лас-Делисиас в Мадриде.
Вернувшись на родину, участвовал во франко-прусской войне, отличился при осаде Парижа. Построил под вражеским огнём редуты Шампиньи.
Президент общества инженеров-строителей Франции (с 1877).
За большой вклад в строительство Эйфелевой башни его имя числится в Списке из 72 имён, отмеченных на Эйфелевой башне.